# NASA Institute for Advanced Concepts
Il NASA Institute for Advanced Concepts (NIAC nell'acronimo in inglese) è un programma statunitense di ricerca gestito dall'Associazione Universitaria per la Ricerca Spaziale (Universities Space Research Association - USRA) in base ad un accordo contrattuale con la stessa NASA.
Il programma di ricerca, che ha sede ad Atlanta (USA), è stato concepito allo scopo di costituire un forum, indipendente ed esterno all'ente spaziale nordamericano, per l'analisi e la definizione di progetti altamente avanzati e futuristici in ambito aerospaziale ed aeronautico.
Secondo i termini dell'accordo con la NASA, infatti, le "idee" alla base dei progetti sponsorizzati dal NIAC dovrebbero non solo avere la caratteristica della novità ma anche quelle di essere "rivoluzionarie" e "immaginarie" oltre che di poter essere oggetto di veri e propri programmi spaziali nei successivi 10-40 anni e di modificare significativamente, in tal modo, il modo di condurre le missioni della NASA.

## Progetti finanziati dal NIAC
Alcuni dei progetti finanziati dal NIAC sono, ad esempio:
- Ascensore spaziale
- Ascensore spaziale lunare
- Macchinari basati su nanotecnologie per applicazioni spaziali
- Studi di fattibilità per edifici (anche sotterranei) su Marte
- Navigazione magnetica
- Propulsore al plasma mini-magnetosferico